# Ralph Byrd
Pour les articles homonymes, voir Byrd.
Ralph Byrd est un acteur américain né le 22 avril 1909 à Dayton, dans l'Ohio (États-Unis), mort le 18 août 1952 à Tarzana, Los Angeles, en Californie.

## Filmographie

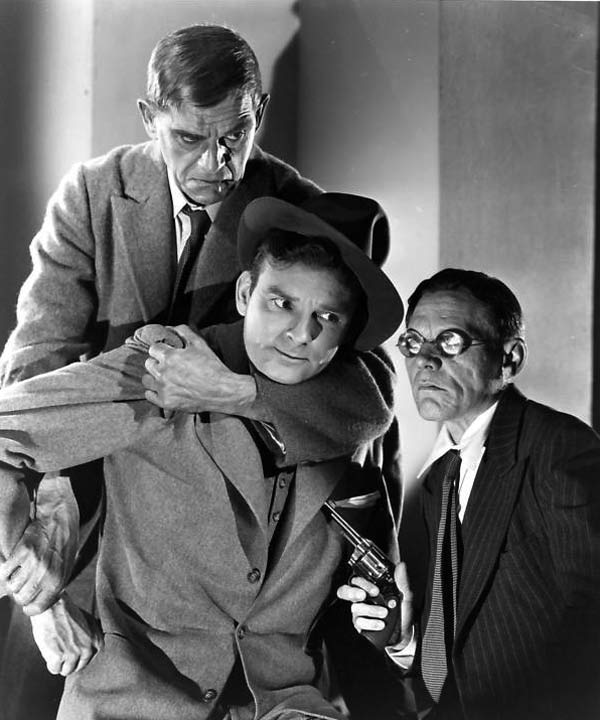
De g. à d. : Boris Karloff, Ralph Byrd et Skelton Knaggs dans Dick Tracy contre le gang (1947).

- 1932 : La Femme aux cheveux rouges (Red-Headed Woman) de Jack Conway
- 1935 : Chinatown Squad (en) de Murray Roth : Desk Sergeant
- 1935 : The Adventures of Rex and Rinty (en) de Ford Beebe et B. Reeves Eason : Forest Ranger Jerry Morton [Chs. 5-6]
- 1935 : The Affair of Susan de Kurt Neumann : le mécanicien
- 1936 : Le Capitaine du diable (en) (Hell-Ship Morgan) de D. Ross Lederman : Dale
- 1936 : Border Caballero (en) de Sam Newfield : Tex Weaver
- 1936 : La Mascotte de la marine (en) (Pride of the Marines) de D. Ross Lederman : l'infirmier
- 1936 : Le Dernier hors-la-loi (en) (The Last Outlaw) de Christy Cabanne : Pilote
- 1936 : The Final Hour (en) de D. Ross Lederman : G-Man
- 1936 : À l'assaut du ring (en) (Two-Fisted Gentleman) de Gordon Wiles : Charley
- 1936 : Sur les ailes de la danse (Swing Time) de George Stevens : employé de l'hôtel
- 1936 : Killer-Dog de Jacques Tourneur : Le père
- 1936 : Alibi for Murder (en) de D. Ross Lederman : policier
- 1936 : Le Cavalier de l'Ouest (A Tenderfoot Goes West) de Maurice G. O'Neill : Steve
- 1936 : White Legion (en) de Karl Brown : NCO employé
- 1937 : We Who Are About to Die de Christy Cabanne : le technicien de laboratoire policier
- 1937 : Le Coffre magique (en) (Find the Witness) de David Selman : Tex
- 1937 : Blake of Scotland Yard (en) de Robert Hill : Dr Jerry Sheehan
- 1937 : They Wanted to Marry (en) de Lew Landers : Roger Coleman
- 1937 : Les Démons de la mer (Sea Devils) de Benjamin Stoloff
- 1937 : Dick Tracy (en) d'Alan James et Ray Taylor : Dick Tracy
- 1937 : Moteurs en folie (en) (Motor Madness) de D. Ross Lederman : C.P.O. Mike Burns
- 1937 : Criminels de l'air (Criminals of the air) de Charles C. Coleman : Williamson
- 1937 : On lui donna un fusil (They Gave Him a Gun) de W. S. Van Dyke : le soldat blessé
- 1937 : La Révolte (San Quentin) de Lloyd Bacon
- 1937 : La Guerre des taxis (en) (A Fight to the Finish) de Charles C. Coleman : Jimmy
- 1937 : S.O.S. Coast Guard (en) d'Alan James et William Witney : Lt. Terry Kent
- 1937 : L'Espionne de Castille (The Firefly) de Robert Z. Leonard : lieutenant français
- 1937 : The Trigger Trio (en) de William Witney : Larry Smith
- 1937 : Paid to Dance de Charles C. Coleman : Nickels Brown
- 1938 : Born to Be Wild de Joseph Kane : Steve Hackett
- 1938 : Army Girl de George Nichols Jr. : capitaine Bob Marvin
- 1938 : Dick Tracy Returns (en) William Witney et John English : Dick Tracy
- 1938 : Down in 'Arkansaw' de Nick Grinde : John Parker
- 1939 : Fighting Thoroughbreds (en) de Sidney Salkow : Ben Marshall
- 1939 : S.O.S. Tidal Wave de John H. Auer : Jeff Shannon
- 1939 : Mickey the Kid (en) d'Arthur Lubin : Dr Ben Cameron
- 1939 : Dick Tracy's G-Men (en) de William Witney et John English: Dick Tracy
- 1940 : The Captain Is a Lady (en) de Robert B. Sinclair : Randy, un marin
- 1940 : The Golden Fleecing (en) de Leslie Fenton : Larry Kelly
- 1940 : Buyer Beware de Joe Newman : l'officier Halligan
- 1940 : Howard le révolté (The Howards of Virginia) de Frank Lloyd : James Howard
- 1940 : Dulcy de King Vidor : l'homme d'affaires au meeting
- 1940 : Drums of the Desert (en) de George Waggner : Paul Dumont
- 1940 : Les Tuniques écarlates (North West Mounted Police) de Cecil B. DeMille : le constable Ackroyd
- 1940 : Le Signe de Zorro (The Mark of Zorro) de Rouben Mamoulian : étudiant / officier
- 1940 : Dark Streets of Cairo (en) de László Kardos : Dennis Martin
- 1940 : Le Fils de Monte-Cristo (The Son of Monte Cristo) de Rowland V. Lee : William Gluck
- 1940 : Misbehaving Husbands (en) de William Beaudine : Bob Grant
- 1941 : Play Girl de Frank Woodruff : Miami Doctor
- 1941 : Le Châtiment (The Penalty) de Harold S. Bucquet : FBI Agent Brock
- 1941 : en:Power Dive de James Patrick Hogan : Jackson, fellow draftsman
- 1941 : Here Comes the Cavalry (en) de D. Ross Lederman : le capitaine Brooks
- 1941 : Desperate Cargo (en) de William Beaudine : Tony Bronson
- 1941 : Dr. Kildare's Wedding Day (en) de Harold S. Bucquet : Policeman
- 1941 : Navy Blues de Lloyd Bacon : Lieutenant
- 1941 : Un Yankee dans la RAF (A Yank in the R.A.F.) de Henry King : Al Bennett
- 1941 : Dick Tracy vs. Crime Inc. (en) de William Witney et John English : Dick Tracy
- 1942 : Duke of the Navy (en) de William Beaudine : Breeze Duke
- 1942 : Broadway Big Shot (en) de William Beaudine : Jimmy O'Brien
- 1942 : Le Livre de la jungle (Jungle Book) de Zoltan Korda : Durga
- 1942 : La Péniche de l'amour (Moontide) d'Archie Mayo : Rev. Wilson
- 1942 : Ten Gentlemen from West Point d'Henry Hathaway : Maloney
- 1942 : Careful, Soft Shoulders de Oliver H.P. Garrett : Elliot Salmon
- 1942 : Manila Calling (en) d'Herbert I. Leeds : Corbett
- 1942 : Time to Kill d'Herbert I. Leeds : Lou Venter, bodyguard
- 1943 : December 7th de John Ford et Gregg Toland : Reporter
- 1943 : Three Cadets d'Otto Preminger : Medical Officer
- 1943 : Margin for Error d'Otto Preminger : Pete, le soldat jouant aux dés
- 1943 : They Came to Blow Up America (en) d'Edward Ludwig : Heinrich Burkhardt
- 1943 : Guadalcanal (Guadalcanal Diary) de Lewis Seiler : Ned Rowman
- 1944 : Four Jills in a Jeep de William A. Seiter : Sergent
- 1944 : Tampico, de Lothar Mendes : Quartier-maître O'Brien
- 1947 : Stallion Road de James V. Kern : Richmond Mallard
- 1947 : Dick Tracy contre La Griffe (Dick Tracy's Dilemma) de John Rawlins : Dick Tracy
- 1947 : The Vigilante de Wallace Fox : Greg Sanders, alias The Vigilante
- 1947 : Dick Tracy contre le gang (Dick Tracy Meets Gruesome) de John Rawlins : Dick Tracy
- 1948 : The Argyle Secrets (en) de Cy Endfield: Lt. Samuel Sampson
- 1948 : Stage Struck de William Nigh : Sgt. Tom Ramey
- 1948 : Pénitencier du Colorado (Canon City), de Crane Wilbur : Officier Joe Gray
- 1948 : Jungle Goddess (en) de Lewis D. Collins : Bob Simpson
- 1948 : Thunder in the Pines de Robert Gordon : Boomer Benson
- 1950 : Radar Secret Service (en) de Sam Newfield : Static
- 1950 : Midi, gare centrale (Union Station) de Rudolph Maté : Priest
- 1951 : Close to My Heart de William Keighley : Charlie
- 1951 : Double Crossbones de Charles Barton : Will, Debtor
- 1951 : The Redhead and the Cowboy (en) de Leslie Fenton : Capt. Andrews
- 1951 : Lightning Strikes Twice de King Vidor : Jack Ross, Hair Tonic Salesman on Bus
- 1951 : Espionne de mon cœur (My Favorite Spy) de Norman Z. McLeod : Official